# Bahnhof Hildesheim Ost
Der Bahnhof Hildesheim Ost (Ostbahnhof) am Immengarten in der Hildesheimer Oststadt ist ein ehemaliger Bahnhof und heutiger Haltepunkt an der Bahnstrecke Hildesheim–Goslar.

## Geschichte
Die Anfang der 1870er Jahre als Bahnhof der Hannover-Altenbekener-Eisenbahn-Gesellschaft (HAE) errichtete Station hieß zunächst Bahnhof am Friesentore, später nach der Betreibergesellschaft Altenbekener Bahnhof. Der erste Güterzug verließ ihn am 19. Mai, der erste Personenzug am 30. Juni 1875 mit einer Reisegeschwindigkeit von 30 km/h. Der Bahnhof war nötig, da die HAE den Staatsbahnhof (heute Hildesheim Hauptbahnhof) nicht nutzen durfte.
1880 erfolgte die Verstaatlichung der HAE. Nachdem die Züge ab 20. Mai den Hauptbahnhof benutzten, wurde der Bahnhof aufgehoben und alle Gebäude außer dem Güterschuppen abgerissen. Das Empfangsgebäude wurde in Bad Lauterberg wieder errichtet. Nach anhaltenden Protesten aus der Bürgerschaft und einer Geldsammlung, bei der 12.000 Mark zusammenkamen, stellte der Magistrat der Stadt Hildesheim neben weiteren 3.000 Mark den Baugrund für die Wiedererrichtung zur Verfügung. Der neue Bahnhof wurde im früheren Güterschuppen des alten am 1. Mai 1893 eröffnet. 1878 erhielt die Malzfabrik auf dem Gelände des heutigen Seniorenheims am Immengarten, 1897 die Kohlenhandlung Glückauf an der Ecke Immengarten/Gravelottestraße einen eigenen Gleisanschluss. Im Zweiten Weltkrieg wurde der Ostbahnhof am 22. Februar 1945 von Bomben getroffen und dabei leicht beschädigt. Bis 1963 existierte eine eigene Bahnhofsbuchhandlung. 1967 wurde ein neues Bahnhofsgebäude errichtet, 1978 in diesem das modernste Hildesheimer Stellwerk untergebracht.
1988 erfolgte der Rückbau aller Weichen und Abstellgleise. Der Ostbahnhof ist seitdem nur noch ein Haltepunkt. In der Folgezeit wurde der Mittelbahnsteig durch einen zweiten Seitenbahnsteig ersetzt und durch eine Fußgängerbrücke über die Gleise verbunden, was die lange Zeit manuell betriebene Schranke zwischen beiden Durchgangsgleisen überflüssig machte; dazu wurde ein Fahrkartenautomat aufgestellt. Die durch den Abriss des Bahnhofsgebäudes 1990 entstandene Baulücke wurde geschlossen.
Der Fahrgastverband PRO BAHN hatte die Verlängerung der hannoverschen S-Bahn-Linie S 4 bis Hildesheim Ost ins Gespräch gebracht, dies würde jedoch eine Elektrifizierung des Streckenabschnitts zwischen Hildesheim Hbf und Hildesheim Ost erfordern. Stattdessen halten mittlerweile die Züge des RE10 in Hildesheim Ost.

## Verbindungen
| Linie                    | Linienverlauf                                                                          | Takt (min) | EVU                                |
| ------------------------ | -------------------------------------------------------------------------------------- | ---------- | ---------------------------------- |
| RE 10                    | Hannover – Hildesheim – Hildesheim Ost – Salzgitter-Ringelheim – Goslar – Bad Harzburg | 060        | erixx                              |
| RB 79                    | Hildesheim – Hildesheim Ost – Bad Salzdetfurth – Bodenburg                             | 060        | Regionalverkehre Start Deutschland |
| Stand: 12. Dezember 2021 |                                                                                        |            |                                    |